# Historique de la draft des Cavaliers de Cleveland
Le tableau suivant établit l'historique des sélections de la draft des Cavaliers de Cleveland, au sein de la National Basketball Association (NBA) depuis 1970. 
Ils ont également réalisé une draft d'expansion en 1970, où ils ont sélectionné des joueurs pour réaliser leurs débuts dans la ligue.

## Légende
|  | Joueur intronisé au Basketball Hall of Fame          |
|  | Joueur sélectionné en premier choix lors de sa draft |
|  | Joueur ayant participé au NBA All-Star Game          |

## Sélections

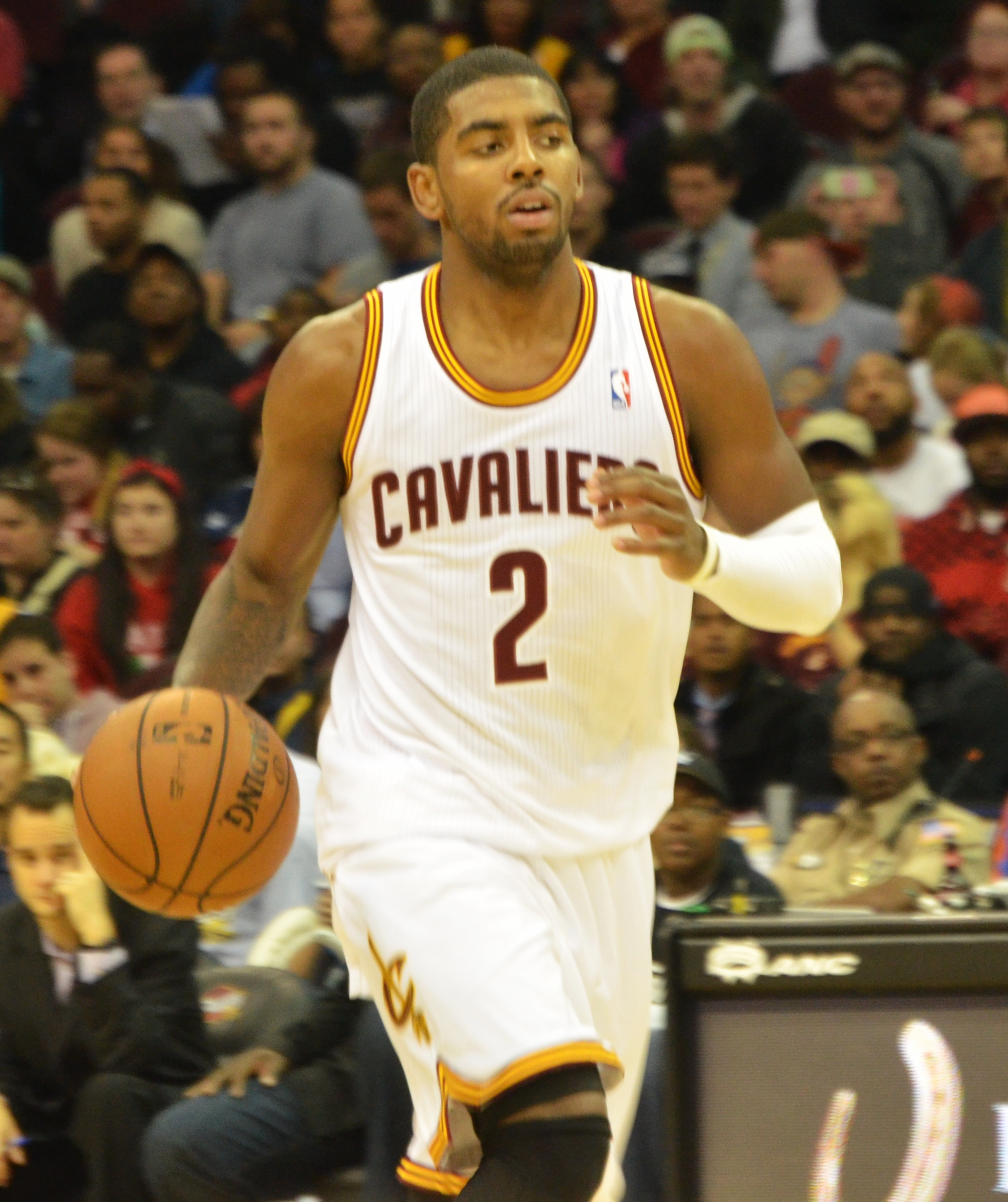
Kyrie Irving, sélectionné en 2011.

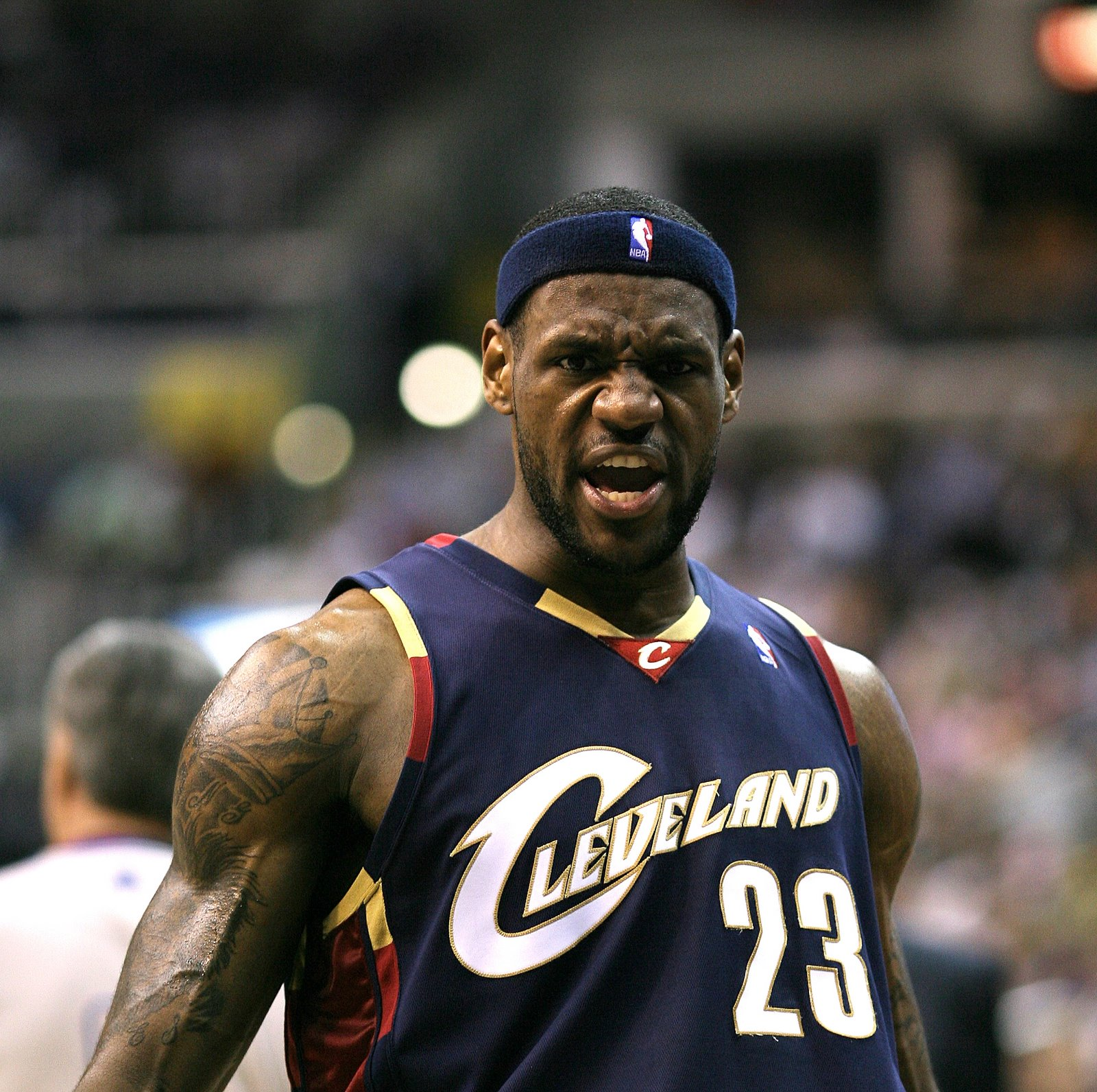
LeBron James, sélectionné en 2003.

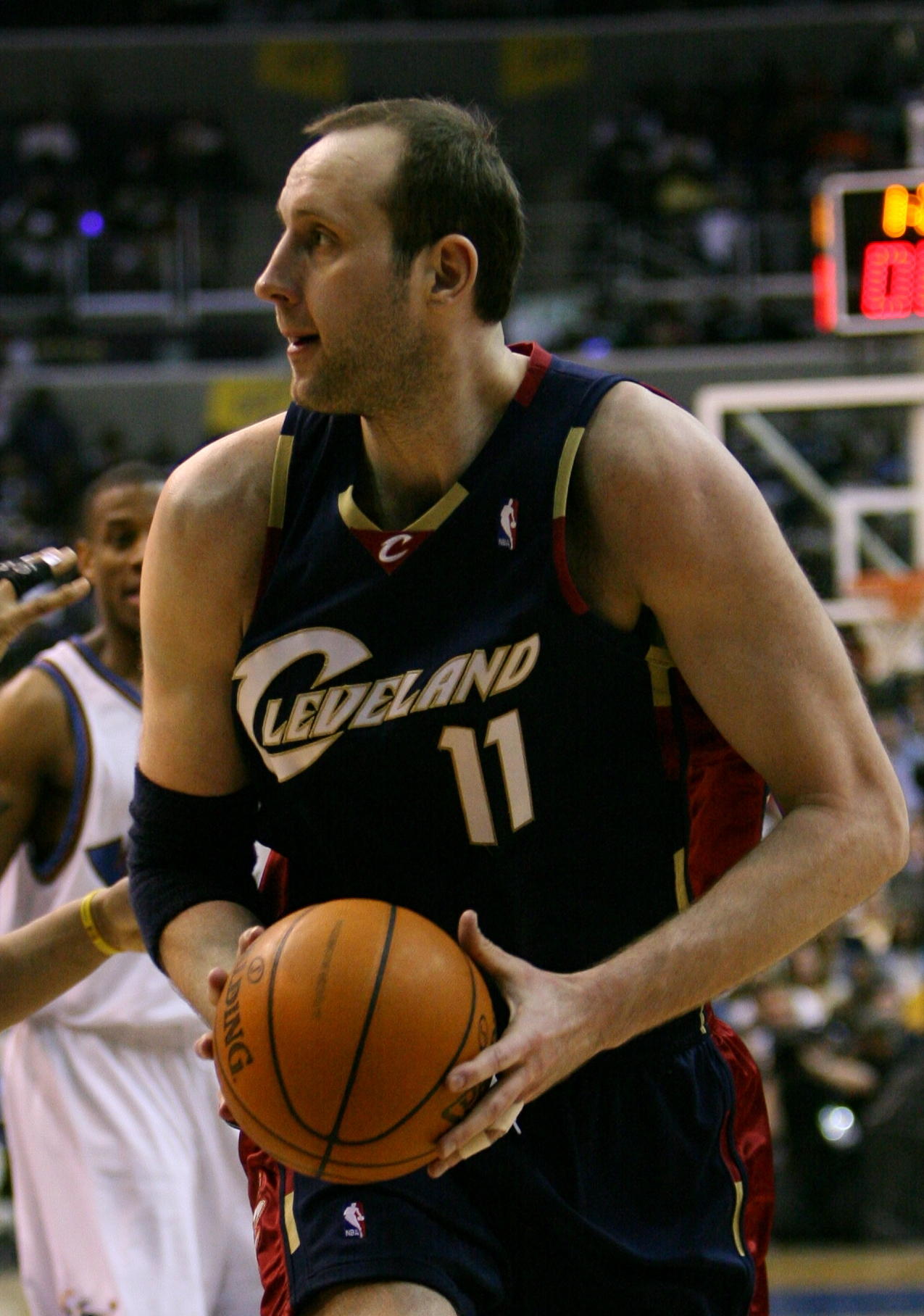
Žydrūnas Ilgauskas, sélectionné en 1996.

| Année | Tour | Choix | Nom du joueur            | Provenance                                  |
| ----- | ---- | ----- | ------------------------ | ------------------------------------------- |
| 2024  | 1    | 20    | Jaylon Tyson             | Golden Bears de la Californie               |
| 2023  | 2    | 49    | Emoni Bates              | Université d'Eastern Michigan               |
| 2022  | 1    | 14    | Ochai Agbaji             | Université du Kansas                        |
| 2022  | 2    | 39    | Khalifa Diop             | Espagne                                     |
| 2022  | 2    | 49    | Isaiah Mobley            | Université de Californie du Sud             |
| 2022  | 2    | 56    | Luke Travers             | Australie                                   |
| 2021  | 1    | 3     | Evan Mobley              | Université de Californie du Sud             |
| 2020  | 1    | 5     | Isaac Okoro              | Université d'Auburn                         |
| 2019  | 1    | 5     | Darius Garland           | Université Vanderbilt                       |
| 2019  | 1    | 26    | Dylan Windler            | Université Belmont                          |
| 2018  | 1    | 8     | Collin Sexton            | Université de l'Alabama                     |
| 2015  | 1    | 24    | Tyus Jones               | Université Duke                             |
| 2015  | 2    | 53    | Sir'Dominic Pointer      | Université de Saint John                    |
| 2014  | 1    | 1     | Andrew Wiggins           | Université du Kansas                        |
| 2014  | 2    | 33    | Joe Harris               | Université de Virginie                      |
| 2013  | 1    | 1     | Anthony Bennett          | Université du Nevada à Las Vegas            |
| 2013  | 1    | 19    | Sergueï Karassev         | Russie                                      |
| 2013  | 2    | 31    | Allen Crabbe             | Université de Californie à Berkeley         |
| 2013  | 2    | 34    | Carrick Felix            | Université d'État de l'Arizona              |
| 2012  | 1    | 4     | Dion Waiters             | Université de Syracuse                      |
| 2012  | 1    | 24    | Jared Cunningham         | Université d'État de l'Oregon               |
| 2012  | 2    | 33    | Bernard James            | Université d'État de Floride                |
| 2012  | 2    | 34    | Jae Crowder              | Université Marquette                        |
| 2011  | 1    | 1     | Kyrie Irving             | Université Duke                             |
| 2011  | 1    | 4     | Tristan Thompson         | Université du Texas à Austin                |
| 2011  | 2    | 32    | Justin Harper            | Université de Richmond                      |
| 2011  | 2    | 54    | Milan Mačvan             | Serbie                                      |
| 2009  | 1    | 30    | Christian Eyenga         | Congo                                       |
| 2009  | 2    | 46    | Danny Green              | Université de Caroline du Nord              |
| 2008  | 1    | 19    | J. J. Hickson            | Université d'État de la Caroline du Nord    |
| 2006  | 1    | 25    | Shannon Brown            | Université d'État du Michigan               |
| 2006  | 2    | 42    | Daniel Gibson            | Université du Texas à Austin                |
| 2006  | 2    | 55    | Ejike Ugboaja            | Nigeria                                     |
| 2004  | 1    | 10    | Luke Jackson             | Université de l'Oregon                      |
| 2003  | 1    | 1     | LeBron James             | St. Vincent–St. Mary High School            |
| 2003  | 2    | 31    | Jason Kapono             | Université de Californie à Los Angeles      |
| 2002  | 1    | 6     | Dajuan Wagner            | Université de Memphis                       |
| 2002  | 2    | 34    | Carlos Boozer            | Université Duke                             |
| 2001  | 1    | 8     | DeSagana Diop            | Académie Oak Hill                           |
| 2001  | 1    | 20    | Brendan Haywood          | Université de Caroline du Nord              |
| 2001  | 2    | 35    | Jeff Trepagnier          | Université de Californie du Sud             |
| 2000  | 1    | 7     | Jamal Crawford           | Université du Michigan                      |
| 1999  | 1    | 8     | Andre Miller             | Université de l'Utah                        |
| 1999  | 1    | 11    | Trajan Langdon           | Université Duke                             |
| 1999  | 2    | 39    | A. J. Bramlett           | Université de l'Arizona                     |
| 1998  | 2    | 48    | Ryan Stack               | Université de Caroline du Sud               |
| 1997  | 1    | 13    | Derek Anderson           | Université du Kentucky                      |
| 1997  | 1    | 16    | Brevin Knight            | Université Stanford                         |
| 1997  | 2    | 44    | Cedric Henderson         | Université de Memphis                       |
| 1996  | 1    | 12    | Vitaly Potapenko         | Université d'État Wright                    |
| 1996  | 1    | 20    | Zydrunas Ilgauskas       | Lituanie                                    |
| 1996  | 2    | 56    | Reggie Geary             | Université de l'Arizona                     |
| 1995  | 1    | 17    | Bob Sura                 | Université d'État de Floride                |
| 1995  | 2    | 39    | Donny Marshall           | Université du Connecticut                   |
| 1994  | 2    | 42    | Gary Collier             | Université de Tulsa                         |
| 1993  | 1    | 22    | Chris Mills              | Université de l'Arizona                     |
| 1991  | 1    | 11    | Terrell Brandon          | Université de l'Oregon                      |
| 1991  | 2    | 39    | Jimmy Oliver             | Université Purdue                           |
| 1990  | 2    | 52    | Stefano Rusconi          | Italie                                      |
| 1989  | 1    | 25    | John Morton              | Université Seton Hall                       |
| 1989  | 2    | 43    | Chucky Brown             | Université d'État de la Caroline du Nord    |
| 1988  | 1    | 22    | Randolph Keys            | Golden Eagles de Southern Miss              |
| 1988  | 3    | 64    | Winston Bennett (en)     | Université du Kentucky                      |
| 1987  | 1    | 7     | Kevin Johnson            | Université de Californie                    |
| 1987  | 2    | 41    | Kannard Johnson (en)     | Université du Kentucky                      |
| 1987  | 3    | 52    | Donald Royal (en)        | Université de Notre-Dame-du-Lac             |
| 1987  | 4    | 75    | Chris Dudley             | Université Yale                             |
| 1987  | 4    | 80    | Carven Holcomb (en)      | Université chrétienne du Texas              |
| 1987  | 5    | 98    | Carl Lott (en)           | Université chrétienne du Texas              |
| 1987  | 6    | 121   | Harold Jensen (en)       | Université Villanova                        |
| 1987  | 7    | 144   | Michael Foster (en)      | Université de Caroline du Sud               |
| 1986  | 1    | 1     | Brad Daugherty (en)      | Université de Caroline du Nord              |
| 1986  | 1    | 8     | Ron Harper               | Université Miami                            |
| 1986  | 2    | 29    | Johnny Newman            | Université de Richmond                      |
| 1986  | 3    | 50    | Kevin Henderson (en)     | Université d'État de Californie à Fullerton |
| 1986  | 4    | 73    | Warren Martin (en)       | Université de Caroline du Nord              |
| 1986  | 5    | 96    | Ben Davis                | Université Gardner-Webb                     |
| 1986  | 6    | 119   | Gilbert Wilburn (en)     | Université d'État du Nouveau-Mexique        |
| 1986  | 7    | 142   | Ralph Dalton (en)        | Université de Georgetown                    |
| 1985  | 1    | 9     | Charles Oakley           | Université Union de Virginie                |
| 1985  | 2    | 30    | Calvin Duncan (en)       | Université du Commonwealth de Virginie      |
| 1985  | 2    | 45    | John Williams            | Université Tulane                           |
| 1985  | 3    | 55    | Herb Johnson (en)        | Université de Tulsa                         |
| 1985  | 4    | 79    | Mark Davis (en)          | Université Old Dominion                     |
| 1985  | 5    | 101   | Gunther Behnke           | Allemagne                                   |
| 1985  | 6    | 125   | Ricky Johnson (en)       | Université d'État de l'Illinois             |
| 1985  | 7    | 147   | Buzz Peterson (en)       | Université de Caroline du Nord              |
| 1984  | 1    | 12    | Tim McCormick            | Université du Michigan                      |
| 1984  | 2    | 27    | Ron Anderson             | Université d'État de Californie à Fresno    |
| 1984  | 3    | 50    | Ben McDonald (en)        | Université de Californie à Irvine           |
| 1984  | 3    | 60    | Leonard Mitchell (en)    | Université d'État de Louisiane              |
| 1984  | 4    | 73    | Art Aaron (en)           | Université Northwestern                     |
| 1984  | 5    | 96    | Vince Hinchen (en)       | Université d'État de Boise                  |
| 1984  | 6    | 119   | Matt Doherty (en)        | Université de Caroline du Nord              |
| 1984  | 7    | 142   | Joe Jakubick (en)        | Université d'Akron                          |
| 1984  | 8    | 165   | Elliot Beard (en)        | Oberlin College                             |
| 1984  | 9    | 187   | John Shimko (en)         | Université Xavier                           |
| 1984  | 10   | 209   | Darrell Space (en)       | Université Northeastern Illinois            |
| 1983  | 1    | 20    | Roy Hinson               | Université Rutgers                          |
| 1983  | 1    | 24    | Stewart Granger          | Université Villanova                        |
| 1983  | 2    | 27    | John Garris (en)         | Boston College                              |
| 1983  | 3    | 50    | Paul Thompson            | Université Tulane                           |
| 1983  | 3    | 56    | Larry Anderson (en)      | Université du Nevada à Las Vegas            |
| 1983  | 3    | 66    | Les Craft (en)           | Université d'État du Kansas                 |
| 1983  | 3    | 67    | Derrick Hord (en)        | Université du Kentucky                      |
| 1983  | 4    | 73    | Dwight Jones             | Université de Cincinnati                    |
| 1983  | 5    | 96    | Chris Logan (en)         | College of the Holy Cross                   |
| 1983  | 6    | 119   | Mel McLaughlin (en)      | Université de Central Michigan              |
| 1983  | 7    | 142   | John Columbo (en)        | Université John-Carroll                     |
| 1983  | 8    | 165   | Larry Tucker (en)        | Université Lewis                            |
| 1983  | 9    | 187   | Joe Brown (en)           | Université d'État de Géorgie                |
| 1983  | 10   | 208   | Jon Hanley (en)          | Université Xavier                           |
| 1982  | 1    | 12    | John Bagley (en)         | Boston College                              |
| 1982  | 2    | 28    | Dave Magley (en)         | Université du Kansas                        |
| 1982  | 3    | 47    | Michael Wilson (en)      | Université Marquette                        |
| 1982  | 4    | 70    | Reggie Hannah (en)       | Jaguars de South Alabama                    |
| 1982  | 5    | 93    | Terry White (en)         | Université du Texas à El Paso               |
| 1982  | 6    | 116   | Vince Reynolds (en)      | Université de South Florida                 |
| 1982  | 7    | 139   | Randy Reed (en)          | Université d'État du Kansas                 |
| 1982  | 8    | 162   | Monty Knight (en)        | Université du Commonwealth de Virginie      |
| 1982  | 9    | 185   | Tony Hafley (en)         | Jaguars de South Alabama                    |
| 1982  | 10   | 206   | Durand Walker (en)       | Marion College                              |
| 1981  | 3    | 55    | Mickey Dillard (en)      | Université d'État de Floride                |
| 1981  | 3    | 59    | Russell Bowers (en)      | American University                         |
| 1981  | 4    | 74    | Ethan Martin (en)        | Université d'État de Louisiane              |
| 1981  | 5    | 96    | Ken Page (en)            | Université du Nouveau-Mexique               |
| 1981  | 6    | 120   | Aaron Strayhorn (en)     | Université d'Hawaï                          |
| 1981  | 7    | 142   | Andre Smith              | Université du Nebraska à Lincoln            |
| 1981  | 8    | 166   | Glen Marcus (en)         | Université d'Alabama à Birmingham           |
| 1981  | 9    | 187   | Paul Roba (en)           | Université d'État de Cleveland              |
| 1981  | 10   | 208   | Greg Boone (en)          | Augsburg College                            |
| 1980  | 1    | 22    | Chad Kinch (en)          | Université de Caroline du Nord à Charlotte  |
| 1980  | 3    | 53    | Stuart House (en)        | Université d'État de Washington             |
| 1980  | 3    | 55    | Wayne Abrams (en)        | Université Southern Illinois                |
| 1980  | 3    | 68    | Ron Jones (en)           | Université Illinois State                   |
| 1980  | 4    | 77    | Murray Brown (en)        | Université Florida State                    |
| 1980  | 5    | 101   | LaVon Williams (en)      | Université du Kentucky                      |
| 1980  | 6    | 123   | Antonio Martin           | Université Oral Roberts                     |
| 1980  | 7    | 147   | Leroy Berry (en)         | Wilmington College                          |
| 1980  | 8    | 166   | Jim Ellinghausen (en)    | Université Ohio State                       |
| 1980  | 9    | 187   | Melvin Crafter (en)      | Université Central State                    |
| 1979  | 2    | 26    | Bruce Flowers            | Université de Notre-Dame-du-Lac             |
| 1979  | 3    | 65    | Bill Laimbeer            | Université de Notre-Dame-du-Lac             |
| 1979  | 4    | 70    | Rick Swing (en)          | The Citadel                                 |
| 1979  | 5    | 91    | Matt Simpkins (en)       | Eagles de Georgia Southern                  |
| 1979  | 6    | 112   | Joe Manning (en)         | Université de North Texas                   |
| 1979  | 7    | 131   | Steve Skaggs (en)        | Université de l'Ohio                        |
| 1979  | 8    | 151   | Mark Haymore (en)        | Université du Massachusetts à Amherst       |
| 1979  | 9    | 169   | Tim Joyce (en)           | Université de l'Ohio                        |
| 1979  | 10   | 188   | Terry Peavy (en)         | Université Point Park                       |
| 1978  | 1    | 15    | Mike Mitchell            | Université d'Auburn                         |
| 1978  | 2    | 33    | Harry Davis              | Université d'État de Floride                |
| 1978  | 3    | 57    | Ken Higgs (en)           | Université d'État de Louisiane              |
| 1978  | 4    | 78    | Stan Rome (en)           | Université de Clemson                       |
| 1978  | 5    | 99    | Ken Koenigs (en)         | Université du Kansas                        |
| 1978  | 6    | 123   | Ron Bell (en)            | Virginia Tech                               |
| 1978  | 7    | 143   | Tony Smith (en)          | Université du Nevada à Las Vegas            |
| 1978  | 8    | 161   | Roland Martin (en)       | Université d'État Missouri Southern         |
| 1978  | 9    | 180   | Steve Bayless (en)       | Université Central State                    |
| 1978  | 10   | 194   | Gary Winton (en)         | West Point                                  |
| 1977  | 2    | 33    | Eddie Jordan             | Université Rutgers                          |
| 1977  | 3    | 55    | Steve Grote              | Université du Michigan                      |
| 1977  | 4    | 77    | Melvin Jones (en)        | Université West Texas A&M                   |
| 1977  | 5    | 99    | Al Smith                 | Université d'État de Jackson                |
| 1977  | 6    | 121   | Ron Cox (en)             | Université Eastern Washington               |
| 1977  | 7    | 141   | Bob Riddle (en)          | Université Eastern Michigan                 |
| 1977  | 8    | 160   | Tom Cutter (en)          | Université Western Michigan                 |
| 1976  | 1    | 15    | Chuckie Williams (en)    | Université d'État du Kansas                 |
| 1976  | 2    | 32    | Mo Howard (en)           | Université du Maryland                      |
| 1976  | 3    | 50    | Gary Cole                | Université du Wisconsin à Parkside          |
| 1976  | 4    | 66    | John Engles (en)         | Université de Pennsylvanie                  |
| 1976  | 5    | 84    | Edmund Lawrence (en)     | Université d'État McNeese                   |
| 1976  | 6    | 102   | Harry Davis (en)         | Morris Brown College                        |
| 1976  | 7    | 120   | Johnny Britt (en)        | Université de Western Kentucky              |
| 1976  | 8    | 123   | Dale Koehler (en)        | Université du Wisconsin à Madison           |
| 1976  | 8    | 138   | Tim Sisneros (en)        | Université d'État de Middle Tennessee       |
| 1976  | 9    | 155   | Bruce Parkinson (en)     | Université Purdue                           |
| 1976  | 10   | 171   | Elisha McSweeney (en)    | Université d'État du Minnesota (Mankato)    |
| 1975  | 1    | 15    | John Lambert (en)        | Université de Californie du Sud             |
| 1975  | 2    | 28    | Dan Roundfield           | Université Central Michigan                 |
| 1975  | 2    | 33    | Mel Utley (en)           | Université de Saint John                    |
| 1975  | 3    | 45    | Ted Hathaway (en)        | Université d'État de Cleveland              |
| 1975  | 4    | 62    | Eric Fernsten            | Université de San Francisco                 |
| 1975  | 5    | 79    | Jim Lee (en)             | Université de Syracuse                      |
| 1975  | 5    | 82    | Mike Odems (en)          | Université de Western Kentucky              |
| 1975  | 6    | 99    | Henry Ward (en)          | Université d'État de Jackson                |
| 1975  | 7    | 116   | Shawn Leftwick (en)      | Université de Jacksonville                  |
| 1975  | 8    | 136   | Andre McCarter (en)      | Université de Californie à Los Angeles      |
| 1975  | 9    | 152   | Skip Howard (en)         | Université d'État de Bowling Green          |
| 1975  | 10   | 167   | Eric Anderson (en)       | Macalester College                          |
| 1974  | 1    | 8     | Campy Russell            | Université du Michigan                      |
| 1974  | 3    | 38    | Clarence Walker (en)     | Université de West Georgia                  |
| 1974  | 3    | 39    | Kevin Restani (en)       | Université de San Francisco                 |
| 1974  | 4    | 57    | James Foster             | Université du Connecticut                   |
| 1974  | 5    | 75    | Gary Novak (en)          | Université de Notre-Dame-du-Lac             |
| 1974  | 6    | 93    | Aron Stewart (en)        | Université de Richmond                      |
| 1974  | 7    | 111   | Mike Robinson (en)       | Université d'État du Michigan               |
| 1974  | 8    | 129   | Kerry Hughes (en)        | Université du Wisconsin à Madison           |
| 1974  | 9    | 147   | Jim Buskofsky (en)       | Université Upper Iowa                       |
| 1974  | 10   | 164   | Jim Kelly (en)           | Loras College                               |
| 1973  | 1    | 2     | Jim Brewer (en)          | Université du Minnesota                     |
| 1973  | 2    | 26    | Allan Hornyak (en)       | Université d'État de l'Ohio                 |
| 1973  | 3    | 37    | Jim O'Brien              | Université du Maryland                      |
| 1973  | 3    | 40    | Ozzie Edwards (en)       | Université d'Oklahoma City                  |
| 1973  | 3    | 41    | James Lister (en)        | Université d'État Sam Houston               |
| 1973  | 4    | 57    | Luke Witte (en)          | Université d'État de l'Ohio                 |
| 1973  | 5    | 74    | John Coughran (en)       | Université de Californie                    |
| 1973  | 6    | 91    | Willie Calvert (en)      | Université chrétienne d'Abilene             |
| 1973  | 7    | 108   | Larry Farmer (en)        | Université de Californie à Los Angeles      |
| 1973  | 8    | 125   | John Ritter (en)         | Université de l'Indiana                     |
| 1973  | 9    | 142   | Les Taylor (en)          | Université d'État de Murray                 |
| 1973  | 10   | 156   | Dean Martin (en)         | Baldwin-Wallace College                     |
| 1973  | 11   | 169   | Floyd Lewis (en)         | Université Harvard                          |
| 1973  | 12   | 178   | Chris McMurray (en)      | Université d'État de San Diego              |
| 1973  | 13   | 185   | John Pennebacker (en)    | Université d'Hawaï                          |
| 1973  | 14   | 191   | Charles Mitchell (en)    | Université Eastern Kentucky                 |
| 1973  | 15   | 196   | Reese Stovall (en)       | University of Texas–Pan American            |
| 1973  | 16   | 201   | Tom O'Connor (en)        | Université de l'Iowa                        |
| 1973  | 17   | 205   | Phil Elderkin (en)       | Université de Boston                        |
| 1972  | 1    | 3     | Dwight Davis             | Université de Houston                       |
| 1972  | 2    | 24    | Steve Hawes              | Université de Washington                    |
| 1972  | 4    | 50    | Hank Siemiontkowski (en) | Université Villanova                        |
| 1972  | 5    | 66    | Sam Cash (en)            | Université de Californie à Riverside        |
| 1972  | 6    | 83    | Tom Parker (en)          | Université du Kentucky                      |
| 1972  | 7    | 100   | Steve Davidson (en)      | Université West Texas A&M                   |
| 1972  | 8    | 116   | Roger Evans (en)         | Université d'État de Kent                   |
| 1972  | 9    | 132   | Greg Starrick (en)       | Université Southern Illinois                |
| 1972  | 10   | 145   | Kent Martens (en)        | Université chrétienne d'Abilene             |
| 1971  | 1    | 1     | Austin Carr              | Université de Notre-Dame-du-Lac             |
| 1971  | 2    | 18    | Steve Patterson (en)     | Université de Californie à Los Angeles      |
| 1971  | 2    | 35    | Willie Long (en)         | Université du Nouveau-Mexique               |
| 1971  | 3    | 36    | Gerald Lockett (en)      | Université de l'Arkansas à Pine Bluff       |
| 1971  | 3    | 41    | Jackie Ridgle (en)       | Université de Californie                    |
| 1971  | 4    | 52    | Cliff Harris (en)        | Université Hardin–Simmons                   |
| 1971  | 5    | 69    | Brian Mahoney (en)       | Manhattan College                           |
| 1971  | 6    | 86    | Mike Childress (en)      | Université d'État du Colorado               |
| 1971  | 7    | 103   | Tom Bush (en)            | Université Drake                            |
| 1971  | 8    | 120   | Charlie Davis (en)       | Université de Wake Forest                   |
| 1971  | 9    | 137   | Rich Walker (en)         | Université d'État de Bowling Green          |
| 1971  | 10   | 153   | Jim Meredith (en)        | Université d'État de Washington             |
| 1971  | 11   | 169   | Mike Casey (en)          | Université du Kentucky                      |
| 1971  | 12   | 183   | Doug Hess (en)           | Université de Toledo                        |
| 1971  | 13   | 196   | Bobby Jones (en)         | Université Drake                            |
| 1971  | 14   | 208   | Bubbles Harris (en)      | Université de l'Indiana                     |
| 1971  | 15   | 217   | Larry Baker (en)         | Université Wittenberg                       |
| 1971  | 16   | 225   | Vance Tyree (en)         | Université du Wisconsin à La Crosse         |
| 1970  | 1    | 7     | John Johnson             | Université de l'Iowa                        |
| 1970  | 2    | 26    | Dave Sorenson (en)       | Ohio State University                       |
| 1970  | 3    | 41    | Surry Oliver             | Université d'État Stephen F. Austin         |
| 1970  | 4    | 60    | Glen Vidnovic            | Université de l'Iowa                        |
| 1970  | 5    | 75    | Wayne Sokolowski         | Université d'Ashland                        |
| 1970  | 6    | 94    | Joe Cooke (en)           | Université de l'Indiana                     |
| 1970  | 7    | 109   | Narvis Anderson          | Université d'État Stephen F. Austin         |
| 1970  | 8    | 128   | Walter Robertson         | Université Loyola de Chicago                |
| 1970  | 9    | 143   | Tom Lagodich             | Université d'État de Kent                   |
| 1970  | 10   | 162   | Ken Johnson (en)         | Université de l'Indiana                     |
| 1970  | 11   | 175   | Dave Schneider           | Université d'État de Wayne                  |
| 1970  | 12   | 189   | Oliver Taylor (en)       | Université de Houston                       |
| 1970  | 13   | 198   | Kevin Wilson             | Université d'Ashland                        |
| 1970  | 14   | 209   | Don Tomilson             | Université du Missouri                      |
| 1970  | 15   | 217   | Steve Wannamaker         | Université Drake                            |
| 1970  | 16   | 227   | Steve Wilson (en)        | Hanover College                             |
| 1970  | 17   | 231   | Bob Peterson             | Concordia College (Minnesota)               |
| 1970  | 18   | 236   | John Cannon              | Université d'État de Grambling              |
| 1970  | 19   | 238   | Allen Waller             | St. Mary of the Plains College              |